# Дорст
Дорст (нем. Dorst) — деревня в Германии, в земле Саксония-Анхальт, входит в район Бёрде в составе коммуны Кальфёрде.
Население составляет 171 человек (на 31 декабря 2008 года). Занимает площадь 5,16 км².

## История
Первое упоминание о поселении встречается в записях 1311 года Магдебургского архиепископства.
1 января 2010 года, после проведённых реформ, Дорст вошёл в состав коммуны Кальфёрде.

## Галерея

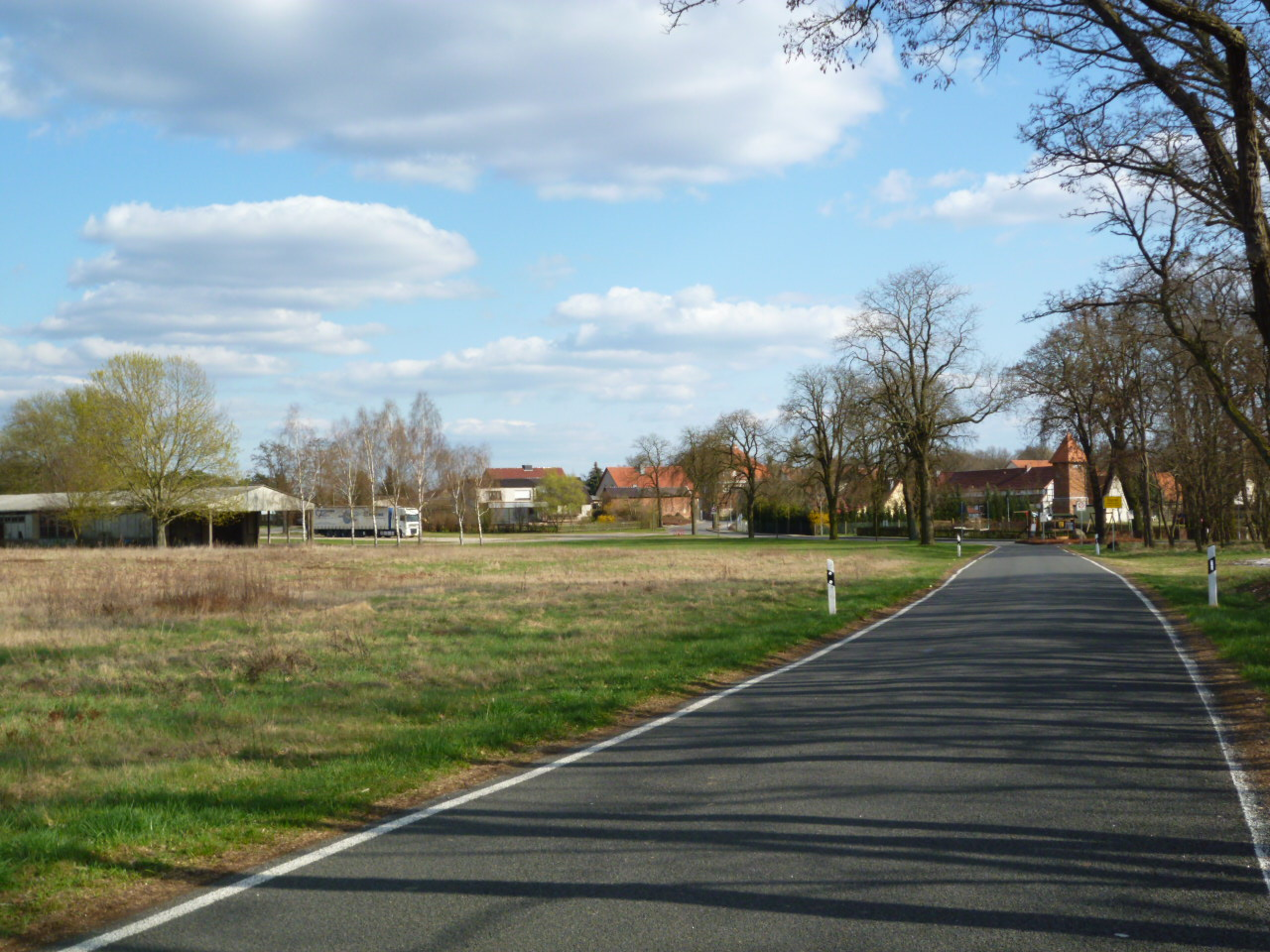
На въезде в Дорст
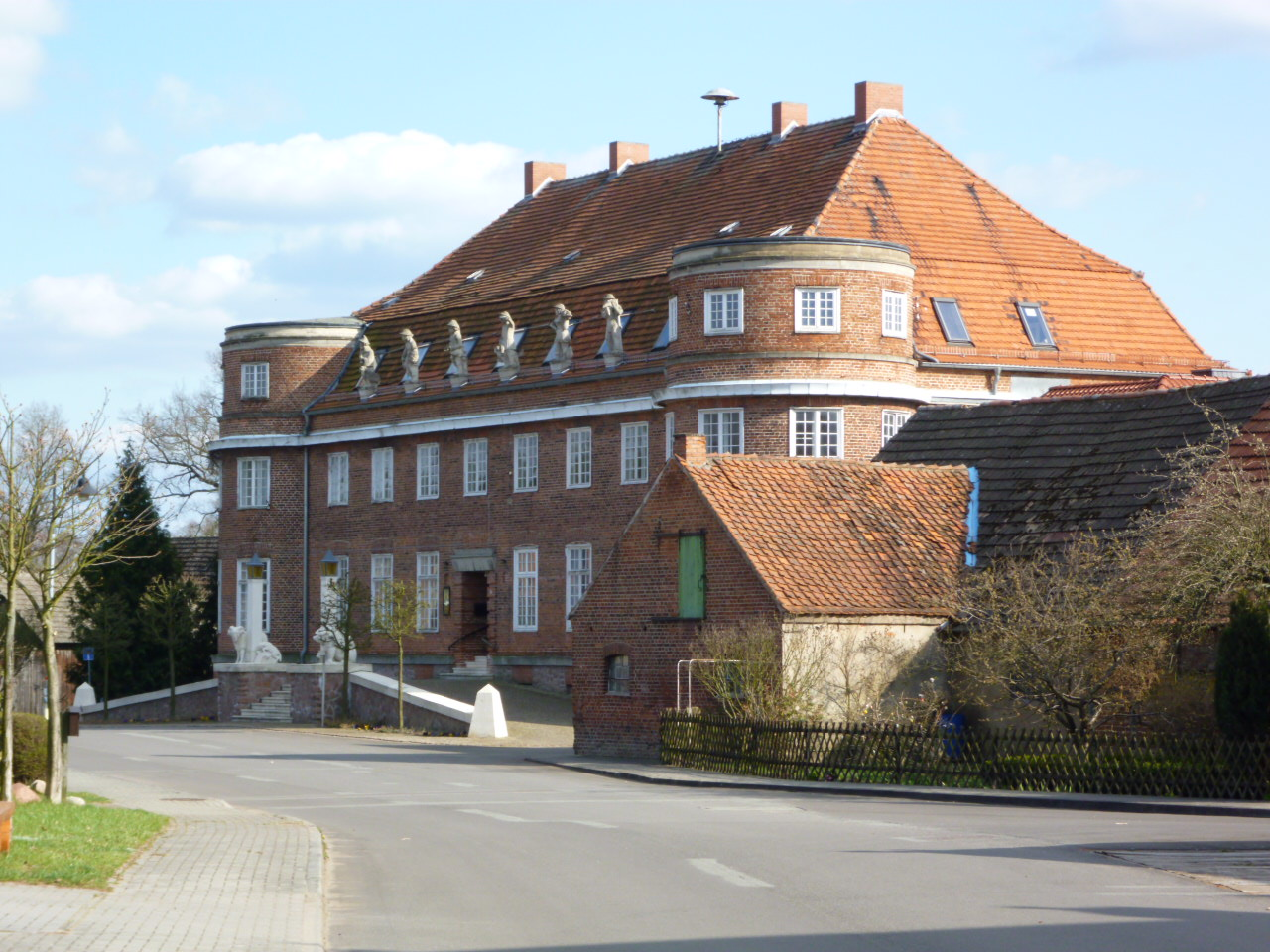
Замок в Дорсте
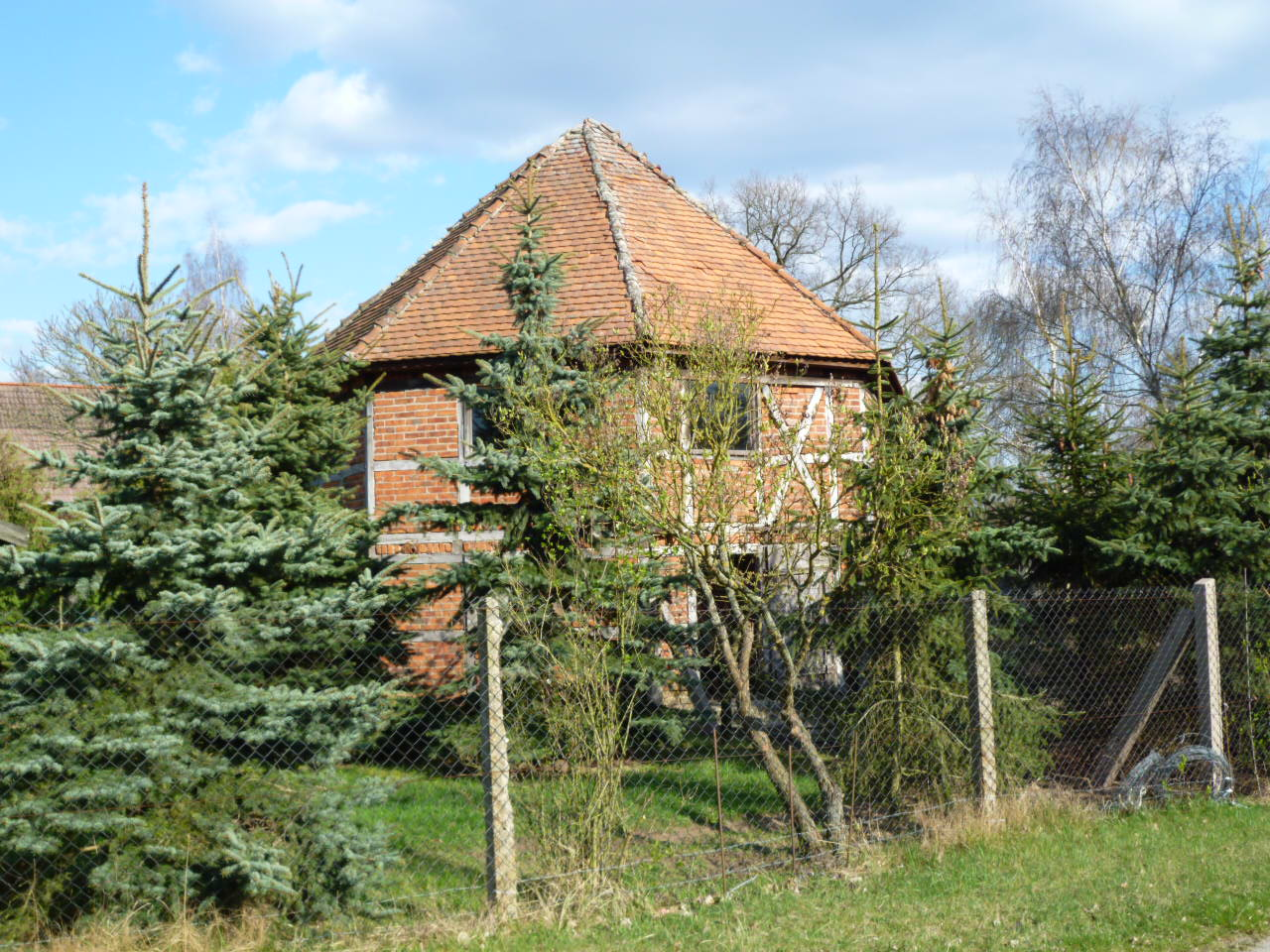
Голубятня, построенная в XIX веке